# بریدگی نازک‌نی
بریدگی نازک‌نئی (انگلیسی: Fibular notch) شکاف و فرورفتگی در بخش زیرین و تحتانی استخوان درشت‌نی است که در آن به استخوان نازک‌نی مفصل می‌شود و مفصل درشت‌نی نازک‌نی زیرین را تشکیل می‌دهد.

## نگارخانه

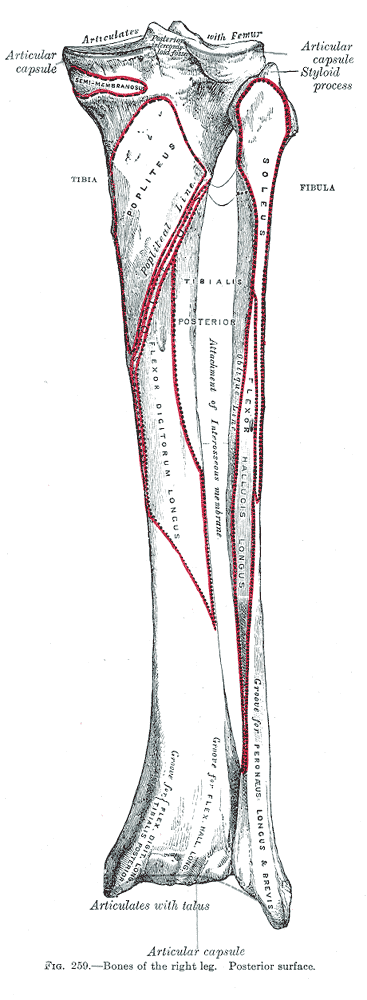
استخوان‌های پای راست از نمای پشتی